# 成海美雨
成海 美雨（なるみ みう、1995年4月14日 - ）は、日本のAV女優。ACT所属。

## 略歴・人物
2020年9月、SODクリエイトのレーベル「麗-KIREI SOD-」の専属女優「橘萌々香（たちばな ももか）」としてAVデビューし、3作品に出演。
ただし、デビュー作発売前に「成海美雨」に改名。以後は、企画単体女優として活動。

## 作品

### アダルトDVD
- 仕事終わりにサクッとエッチする性欲女子。 26歳 橘萌々香 AV DEBUT（9月24日、SODクリエイト）※「橘萌々香」名義
- 「新婚の新郎さんを見ると思いっきりキスして襲い掛かりたくなるんです」 結婚式場で、ネットリ濃厚ベロキスするウエディングプランナー（10月22日、SODクリエイト）※「橘萌々香」名義
- 「してて気づいたんですけど、私、中に出されるの嫌いじゃないです(笑)」（11月12日、SODクリエイト）※「橘萌々香」名義

- 旦那が近くで寝ているにも関わらず、布団の中で人妻は久しぶりの旦那以外のチ●ポに欲情し密着騎乗位で自ら腰を振ってしまう…（1月1日、DOC）
- 両親が新婚旅行中に美乳で可愛い義理の妹と理性も忘れ夢中で求め合った淡い青春の思い出。（1月13日、Fitch）
- 新人面接 〜マネージャーに内緒でモデルに直アポ撮影!〜（1月13日、バルタン）
- 完全主観 制服援●交際（1月15日、宇宙企画）
- 120%リアルガチ軟派伝説 vol.92（1月15日、プレステージ）
- 昼間っからエっグいほど下品な姿でヨガりまくって不倫するドスケベ妻 2（1月15日、DOC）
- 現役保育士ガチナンパ! 母性溢れるご奉仕フェラやふんわりおっぱいでの授乳手コキ! 電マで潮吹きまくり「保育士って実はエッチな子が多くて…」 絶頂直後に生チン挿入で再び即イキ! 連続2発中に出しても「大丈夫…//」 ハグで慰めてくれるとか保育士最高かよっ!（1月15日、赤面女子）
- マジックミラー号 豪華撮り下ろし総勢12名! 水着美女3タイトル2枚組480分! あの手この手で全員本番に成功した子のみ収録SP! 2020年夏の記録（1月21日、SODクリエイト）
- 一人暮らしを始めた僕の部屋へ通う姉と近親相姦盗撮性交（1月22日、TMA）
- むさぼりフェラチオ 〜咥えながら挑発的な姿勢をしてくるのは変態の証拠〜（1月25日、SEX Agent）
- 文京区にある女教師が通う整体セラピー治療院 28（2月1日、変態紳士倶楽部）
- 【完全主観】同じ職場の憧れの受付嬢とヤリたい放題性交 Vol.001（2月12日、BAZOOKA）
- 夫婦で挑戦 キス当て選手権! 失敗したら男優と即ハメ中出し! 人妻なら愛する旦那とAV男優の濃密キスを見分けることができるのか!?（2月13日、はじめ企画）※「さえ」名義
- ガチナンパ! うぶエロ女子の生チ○ポ初イキ体験! 覚えたてのアクメに腰と痙攣が止まらない! 17発射!136イキ!（2月15日、ピーターズ）
- 顔出し解禁!! マジックミラー便 一流企業で働くパンツスーツのピタパン尻OL編 タイトなパンツスーツに包まれたパッツパツのむっちり尻を揉みしだかれ恥じらいながらも濡れてしまったエリートおま○こにデカチン挿入!! in銀座&虎ノ門（2月19日、ディープス）
- 親父のクソ若い再婚相手は都合のいいタダマン息子チ○ポといっつもパコりまくるビッチ義母（2月19日、DOC）
- 圧倒的屈辱の寝取られ劇!! 義父NTR 俺の出張中に…嫁が大嫌いな義父に寝取られて一部始終が納められたその衝撃映像がこれだった…。（2月25日、マドンナ）
- 初撮り素人ドキュメンタル 〜三ツ星しろうとは逃がさない〜（3月7日、桃太郎映像出版）
- 誰にでも色目を使う義姉の抑えきれないセックス欲（3月11日、ヒビノ）
- 生中出し巨乳制服美少女ワリキリ裏バイト Vol.001（3月12日、S級素人）
- 巨乳で可愛い憧れの女上司が泥酔。終電を逃して相部屋ラブホテルで… 一晩中ねっとり濃厚ベロキス性交し続けた一夜。（3月12日、宇宙企画）
- 普段は真面目な後輩がお酒を飲んだらまさかのキス魔!?終電を逃した後輩ちゃんに問答無用に襲われた金曜日の夜…（3月13日、クリスタル映像）
- お仕事中の抜け駆けセックスにハマっている疼く子宮の淫乱TバックOL (某商社キャリア女子・Fカップ)（3月13日、オーロラプロジェクト・アネックス）
- 訪問医師NTR 看病に疲れた献身妻の不謹慎な交わり（3月19日、アクアモール）
- ずっと好きだった憧れの彼女の本当の姿… 僕の目の前で、知り合いのオジさん達とヤリまくる、ちょっと壊れた真正ビッチだった…（3月25日、オーロラプロジェクト・アネックス）
- MSGK無許可NS撮（4月2日、SUKESUKE）
- 美脚ルーズソックスGAL制服美少女 Vol.002（4月9日、BAZOOKA）
- 喪服未亡人と濃厚性交。 Vol.003（4月9日、BAZOOKA）
- 元クラスメイトはおしゃぶり大好き看護師!? 夜勤口淫病棟（4月19日、ROYAL）
- 続・マジックミラー号 ミラー号から降りてきた素人女性のま○こが乾く前にスタッフが再ナンパ!ホテルに連れ込みおかわりセックス!からの「ハメたまま交渉」で中出しできたプライベート映像 水着美女編2021（4月22日、SODクリエイト）
- ズームイン!!アナル! 超接写とオール尻発射（5月7日、レイディックス）
- パコ撮り 21 体育会系健康的な身体を弄びイカせながら生チン挿入を許したJ●に中出し!まだ勃起が収まらず再びオ〇ンコを掻き回して顔射!（5月12日、FIRST STAR）
- 「ちょ〜オナ禁してきてマン汁ぴえん…」 デートをドタキャンされた欲求不満ギャルを狙いパコ! 彼氏への怒りと性欲を他人チ●ポにぶつける絶倫GALと生パコわっしょい!（5月19日、kira☆kira）※「みうまる」名義
- 舞ワイフ 〜セレブ倶楽部〜 146（5月20日、AROUND）※「野々村美雨」名義
- 制服少女たちの綺麗な髪に発射したい（6月10日、レイディックス）
- MOON FORCE CHEERS ぱこぱこしろうとコレクション vol.12（6月25日、MOON FORCE）
- 奥さん、一緒に飲みませんか? 人妻にお酒とザーメン飲ませてみました @新宿 地方の人妻限定 巨大バスターミナル前で訳アリ人妻をナンパしてみた 12（6月26日、ビッグモーカル）
- 頭なでなで乳首ちゅぱちゅぱ癒されて、チ○ポ元気シコシコされた! 上の階に引っ越してきたお姉さんたちのスケベなカラダに見とれてたら、まさかのエッチな誘惑!日頃の疲れを優しくスッキリ!キ○タマもスッキリリフレッシュ!!（7月22日、SWITCH）
- 体操服姿でたっぷりご奉仕! お口・手・素股・尻コキがとにかく気持ちいい ブルマぶっかけコレクション 美少女10人豪華完全撮卸4時間（8月13日、無垢）
- 恥ずかしいまんまんおっぴろげ! いっぱい見せつけて感度上々↑↑ アへ顔晒して快感にどっぷり浸る制服美少女の見せつけ指ズボオナニー 完全主観の指ジュボ 全編撮卸 9人+1 240分（9月21日、無垢）
- 配達員に自分の妻を寝取らせたED(勃起不全)夫の計画（9月21日、マザー）
- 妄想アイテム究極進化シリーズ 感覚共有オナホール PART.2 学校編 現実の女性の膣と連動する夢のオナホ!アナル版やフェラ版、精液転送機能もあり!!（9月23日、ROCKET）

- 会員制 人妻玄関ピンサロ ワタシのお口で気持ちよくしてあげる 7（1月18日、アクアモール）
- 就活女子大生セクハラ面接の実態!「内定の為なら…私なんでもします」ブラック企業によるパワハラ行為の一部始終大公開! 恥じらいAV出演 なんでも従順いいなり社畜娘に教育しちゃいますSP Vol.03（3月15日、ゾクゾク娘）
- 想像できない誰にも見せられない有名私立女子●生の本性丸出しナマ交尾 13（5月10日、宇宙企画）
- ドスケベお下品すぎるいいなり痴女人妻お貸しします。（6月14日、BAZOOKA）
- パコられ美少女厳選総集編 PART.1（6月21日、素人まっちんぐEX）
- 「こんなところでゴメンなさい…。でも、もう我慢出来なかったの…」トイレが故障で使えず膀胱限界の放尿婦人 36人（6月21日、アクアモール）
- 平凡な日常に刺激を欲し、主婦である事を隠してナンパの誘いに乗って「一度きり…。」と言い聞かせた ラブホ不倫（11月4日、h.m.p）

- 神アプリで知り合ったエロカワ現役女子大生に生中出し 09（4月11日、宇宙企画）
- 会社に内緒でランチタイムに援●SEXで金を稼ぐ美人OLに生中出し 08（5月9日、BAZOOKA）

### VR
- コスプレ痴女とM男 〜ブルマと制服とランジェリーと童貞ニットで悶えさせる〜（12月30日、CASANOVA）

- ヒモ男(僕)に献身的にお金も身体も尽くしてくれる年下彼女（1月1日、unfinished）※「みう」名義
- この色白美女とこれからSEXします。 鏡に映るフェラ中のお尻は必見!彼女に内緒でボクのことを好きなFカップでパイパンな後輩ちゃんに中出し三回!（1月20日、CRYSTAL VR）
- 妻のママさんバレー仲間と不倫旅行 旦那には言えないマゾ性癖を開花させるふしだらなムッチリBODY拘束調教（2月18日、kawaii*）
- #オナ電 〜電話しながら興奮してオナニーしてる女子を盗撮したVR〜（2月19日、CASANOVA）
- 集中女体責めVR 〜乳首とお尻と陰部を犯す〜（2月26日、CASANOVA）
- 出会って速攻、女優の方から襲いかかるイチャラブ中出しSEXしてくれるVR（7月9日、ROOKIE）
- フェチ特化 ランジェリー生着替えVR（8月1日、ROOKIE）
- 海の家ナンパエステ 友達と海にやってきたイマドキ女子大生を媚薬で発情! 敏感になって狂ったように痙攣絶頂連発のJDとキメパコ中出しSEX（9月3日、こあらVR）
- ヤリマン数珠つなぎ 「あなたより極エロなヤリマン紹介してくれませんか?」 セフレの友達はエロいのか! 【ヤリマン臭ぷんぷん女子】にナースコスさせて絶頂連発イカセ【喉奥】【中出し】【顔射】猛烈SEX（10月4日、こあらVR）

- 覆いかぶさり正常位SEX【極みアングル】14人完全撮りおろし（2月25日、こあらVR）

### 配信
- 雨美（12月16日、素人ホイホイZ）
- No.1085 野々村 美雨（12月17日、舞ワイフ）
- 【異常発情!シャッター音で濡れる女】G巨乳ヤレる被写体モデルJD!!撮られて発情!触れてないのにオマ○コびしょ濡れ!異常な感度スプラッシュ大量潮吹き! 夜景バックにオナニー撮影会!うねりまくる固定バイブオナニー!もち肌ムチムチBODYにオイルぶっかけ汗だく中出しSEX!!＜エロい娘限定ヤリマン数珠つなぎ!!〜あなたよりエロい女性を紹介してください〜74発目＞（12月18日、プレステージプレミアム）※「みう」名義
- 他人棒に心躍るG乳美白妻!!家庭では見せないド淫乱テクニックと獣並の性欲をデカチン間男にぶつける肉弾頂上SEX大戦勃発!!触って舐めてシゴいて咥えてヤル!!本能に訴えかけるハメ撮りが…ココに…降臨!?/ラブホドキュメンタリー休憩2時間/93（12月18日、プレステージプレミアム）※「あみ」名義
- 【初撮り】【港区女子×仕事終わり】【アイドル社員の痴態】モテ要素しかない港区OLが仕事終わりにAV初撮影。アイドル顔が快感に変わっていく様は是非本編で.. ネットでAV応募→AV体験撮影 1419（12月19日、シロウトTV）
- ガチ美白Gカップのランジェリーショップ美女はマジでエロい説!?バッセンデートでバットの使い方を確認して確信!!ラブホ直行で肉バット使いをチェック!!驚きの吸引力で暴発寸前の天国へのカウントダウンフェラを実演で無事に下着屋の美女エロい説…立証!!/拝啓、美人店員さま/八通目（12月20日、プレステージプレミアム）
- なるみちゃん（12月23日、しろうとがーる）
- 夢の4P共演、銀座の美人ホステス、グラビアアイドルの卵、現役女子大生、中出し、個人撮影、個撮完全オリジナル83人目、（12月23日、マスクde本物素人）
- 【妄想主観】犯されたがる受付嬢（12月25日、エロタイム）

- ミラー号終わりの素人女性を再ナンパ。おかわりSEXの盗撮映像を勝手に発売。（1月13日、SODクリエイト）
- 【しろうとハメ撮り】miu/23歳/流行に敏感なイマドキ女子と生ハメSEX!（1月21日、MOON FORCE）
- 【クンニ大好きG乳】親身になって組んでくれた旅行プラン。出発当日に連れ立とうと成海さん宅へ押しかけて大トラブル!怪訝な態度とは裏腹に、クンニ一発、生真面目なOLさんの欲求不満が爆発する!（2月3日、プレステージプレミアム）
- 『全裸監督カツラ○』が撮る有名YouTuber『全○マンキン』コラボ企画! 村西監督? いや、カツラ○監督! 本物童貞3P激写、個撮オリジナル130人目（2月4日、マスクde本物素人）
- 789 MIU（2月12日、PERFECT-G）
- 【しろうとハメ撮り】激潮吹き女子大生と生ハメSEX/美海/21歳/Fカップ（2月18日、MOON FORCE）
- 【18歳GAL覚醒×中出し顔射4連発】キュインキュイン!18歳が18歳を呼ぶ18歳連続大当たり!ギャルしべに新たな爆発ギミックを搭載した新ループシステム降臨!高継続ッ高期待度ッ!キリン柄ゼブラ柄に騙されてきた皆様!新台「CRギャルしべ長者」は期待を裏切りません!次回予告「ギャルしべは遊びにマジメなメーカーです」【ギャルしべ長者46人目らら】（2月20日、Jackson）※「らら」名義
- No.1104 野々村 美雨（2月22日、舞ワイフ）
- 痙攣がとまらない!】エステ大好き奥さま　27歳　キラ美肌☆男の大きな手で揉むと効くとSNSで無料マッサージナンパ。施術のフリして媚○5分で痙攣アクメ。全身性感帯になったカラダで穴に大量種付け!中出しア（3月2日、心斎橋ハードコア）
- みーちゃん（4月29日、素人ぷるるん）
- #61みう　浴衣を着た巨乳美人彼女が絶叫イキで中出しゴックン【個人撮影】【はめ撮り】【高画質】（5月14日、イチャラブヘイタ）
- みう（5月17日、しろうとパックンチョ!!）
- ラグジュTV 1411 オトナ可愛い色気を纏ったウェディングプランナーが登場!透明感あるシルクのようなボディを撫でればに体を震わせ敏感に反応し、興奮と比例して溢れる愛液。巨根のピストンで躍る美乳、美乳輪は必見!（5月31日、ラグジュTV）※「美智」名義
- ガチカップルの温泉ハメ撮り3回戦☆色白巨乳のカフェ店員が彼氏のチ〇ポでヨガリ狂う甘々交尾!!（6月19日、まんまんランド）※「めう」名義
- マジ軟派、初撮。 1651 おっとりしてそうに見えてHな話にも意外と寛容!流されやすそうな性格に漬け込んで謝礼を提示すると…敏感過ぎるオマ●コのせいで喘ぎ声が止まらない!（6月20日、ナンパTV）
- MIUちゃん（6月25日、素人ムクムク）
- みう（6月25日、パコられ美少女）
- 香織（7月8日、ION イイ女を寝取りたい）
- 【配信専用】勝手にイッちゃダメだからねっ?悶絶!寸止めオイル手コキ!! 2（8月5日、DOC）
- 【爽やか系】【超絶美脚】みうちゃん参上!!美少女の応募理由は「チ●ポが欲しい♪」猫カフェで働く彼女は猫という癒しがあるが『チ●ポ』というオ●ンコを満たす欲求がないw楽しみ全開で移動中は爆弾発言を連発www【色白もっちり素肌】【超ド級美尻】チ●ポが好きすぎてエロさ爆発!吸引力が凄すぎるフェラに激ピストンにエロ汁ダダ漏れパイパンオ●ンコっとエロ全開!!エッチ大好き美少女の貪欲SEXを見逃すな!!（9月7日、ARA）

### イメージDVD
- 元地方局アナウンサー 衝撃のデビュー（2020年12月18日、スパイスビジュアル）※「今市暁子」名義
- 元地方局アナ 過激に再登場!（2021年4月30日、スパイスビジュアル）※「今市暁子」名義

### デジタル写真集
- silky【グラビア写真集】（2021年6月25日、プレステージ出版、撮影：柳沢康太）
- silky【ヌード写真集】（2021年6月25日、プレステージ出版、撮影：柳沢康太）